# Schloßbrücke
De Schloßbrücke is een brug over de Spree in Berlijn aan de oostzijde van de Unter den Linden en ten westen van de Lustgarten. Zij verbindt het Museumsinsel met de Friedrichstadt. Eertijds stond op deze plaats de houten Hundebrücke die tussen 1821 en 1824 vervangen werd door de stenen Schloßbrücke. De brug is ontworpen door Karl Friedrich Schinkel. De brug dankt haar naam aan het Berliner Stadtschloss dat vroeger vlak bij de brug stond. De brug droeg tussen 1951 en 1991 de naam Marx-Engels-Brücke.
De brug bestaat uit drie bogen en is in totaal 56 meter lang en 32 meter breed. Op de brug staan acht sokkels met daarop beelden van Griekse godinnen, onder wie Iris, Nike en Athene, en strijders die voor de overwinning staan in de Zesde Coalitieoorlog. Deze beelden werden in 1953 toegevoegd. Ze zijn van wit carraramarmer. De smeedijzeren balustrade is opgesmukt met ineengestrengelde zeedieren.